# Biblioteca civica di Parma
La Biblioteca civica di Parma è la più grande e la più antica biblioteca comunale di Parma.

## Storia
Il patrimonio storico della biblioteca si forma dall'aggregazione e stratificazione di nuclei diversi: da un lato dei fondi ereditati dalla Biblioteca Popolare Parmense attiva a Parma nel 1870, dall'altro dei fondi della Biblioteca dell'Archivio Storico Comunale.
La Biblioteca dell'Archivio viene riordinata ed arricchita sotto la guida dell'archivista Enrico Scarabelli Zunti durante l'ultimo quarto del diciannovesimo secolo. Con donazioni proprie e acquisti finanziati dal Comune di Parma incrementa il fondo librario dell'Archivio, con opere e opuscoli riguardanti la storia, le persone e la cultura di Parma. Questo fondo ammonta a 5000 unità quando il Sitti ne redige un inventario nel 1914.  A Scarabelli Zunti succedono come Archivisti comunali Giuseppe Sitti e Maurizio Corradi Cervi. Nel 1912 il Comune di Parma assegna una sede stabile alla Biblioteca Popolare Parmense, presso la scuola Jacopo Sanvitale, in vicolo San Marcellino. Durante il periodo fascista, nel 1938, la Biblioteca Popolare viene denominata Biblioteca Comunale. La fusione fra la ex Biblioteca Popolare (ora Biblioteca Comunale) e la Biblioteca dell'Archivio storico avviene verso il 1940 quando le due biblioteche passano entrambe sotto la direzione dell'Archivista comunale, Maurizio Corradi Cervi, e condividono la stessa sede di vicolo San Marcellino. Dal 1980 la Biblioteca Civica è pienamente funzionante nella nuova sede ricavata nell'ala nord-ovest dell'Ospedale Vecchio. Dal 2004, insieme alle altre biblioteche comunali, fa parte dell'istituzione Biblioteche del Comune di Parma.

## Le raccolte
La Biblioteca Civica è principalmente una biblioteca di pubblica lettura a scaffale aperto, ma assolve anche a compiti di conservazione possedendo circa 2000 libri antichi e di pregio. È articolata in varie sezioni fra cui menzioniamo: la sezione Locale, con un'ampia dotazione di libri e opuscoli sulla cultura locale, le Sezioni a scaffale aperto dedicate all'arte, architettura, pittura e narrativa contemporanea, la sezione dedicata ai fumetti. Dal 2004 la Biblioteca Civica si è dotata di uno spazio riservato agli adolescenti, denominato La Tana dell'Orso, con raccolte di materiale multimediale: dischi di musica rock e film su DVD.

## Biblioteca Bizzozero
Presso la Biblioteca Civica di Parma vi è anche la Biblioteca Bizzozero, specializzata sull'agricoltura e settori collaterali (veterinaria, zootecnia, industria alimentare, gastronomia, tutela dell'ambiente naturale e giardinaggio). Dal 1967 l'Ispettorato all'Agricoltura di Parma aveva aperto la sua biblioteca al pubblico. Passata di proprietà alla regione, e dal 1981 è in gestione al Comune di Parma. Ha una dotazione di 20.000 volumi e 1.000 testate periodiche. È stata dedicata ad Antonio Bizzozero, illustre agronomo che per 30 anni resse la Cattedra ambulante di agricoltura Oltre a un Fondo Bizzozero con i libri e i documenti raccolti dall'agronomo, vi è un Fondo del Comizio agrario di Parma, nome della prima organizzazione agricola ottocentesca.